# Векшина (деревня)
Векшина — деревня в Гаринском городском округе Свердловской области России. Автомобильное сообщение с деревней отсутствует.

## Географическое положение
Деревня Векшина расположена в 65 километрах к северо-востоку от посёлка Гари, на левом берегу реки Пелым (левого притока реки Тавды). Автомобильное сообщение с деревней отсутствует. На противоположном правом берегу расположено село Ерёмино, где имеется аэродром местного значения.

## Население
| 2002 | 2010 | 2021 |
| ---- | ---- | ---- |
| 10   | ↘3   | ↘2   |